# 8468 Rhondastroud
8468 Rhondastroud è un asteroide della fascia principale. Scoperto nel 1981, presenta un'orbita caratterizzata da un semiasse maggiore pari a 3,1834288 UA e da un'eccentricità di 0,1791767, inclinata di 2,81978° rispetto all'eclittica.